# Le Garçon qui dompta le vent
Pour plus de détails, voir Fiche technique et Distribution.
Le Garçon qui dompta le vent (anglais : The Boy Who Harnessed the Wind ; chewa : Mnyamata Amene Anakoka Mphepo) est un film britannique réalisé par Chiwetel Ejiofor, sorti en 2019. C'est l'adaptation du roman autobiographique homonyme de William Kamkwamba,.
Il est présenté au Festival du film de Sundance 2019 en section Premieres.

## Synopsis
En 2001, à Wimbe au Malawi, en pleine période de sécheresse et de famine, alors qu'il n'a que treize ans, William Kamkwamba construit une éolienne avec le vélo de son père et celui de son professeur et des matériaux récupérés dans une décharge. Il parvient à faire fonctionner une pompe pour exploiter l'eau d'un puits et  irriguer les champs.

## Fiche technique

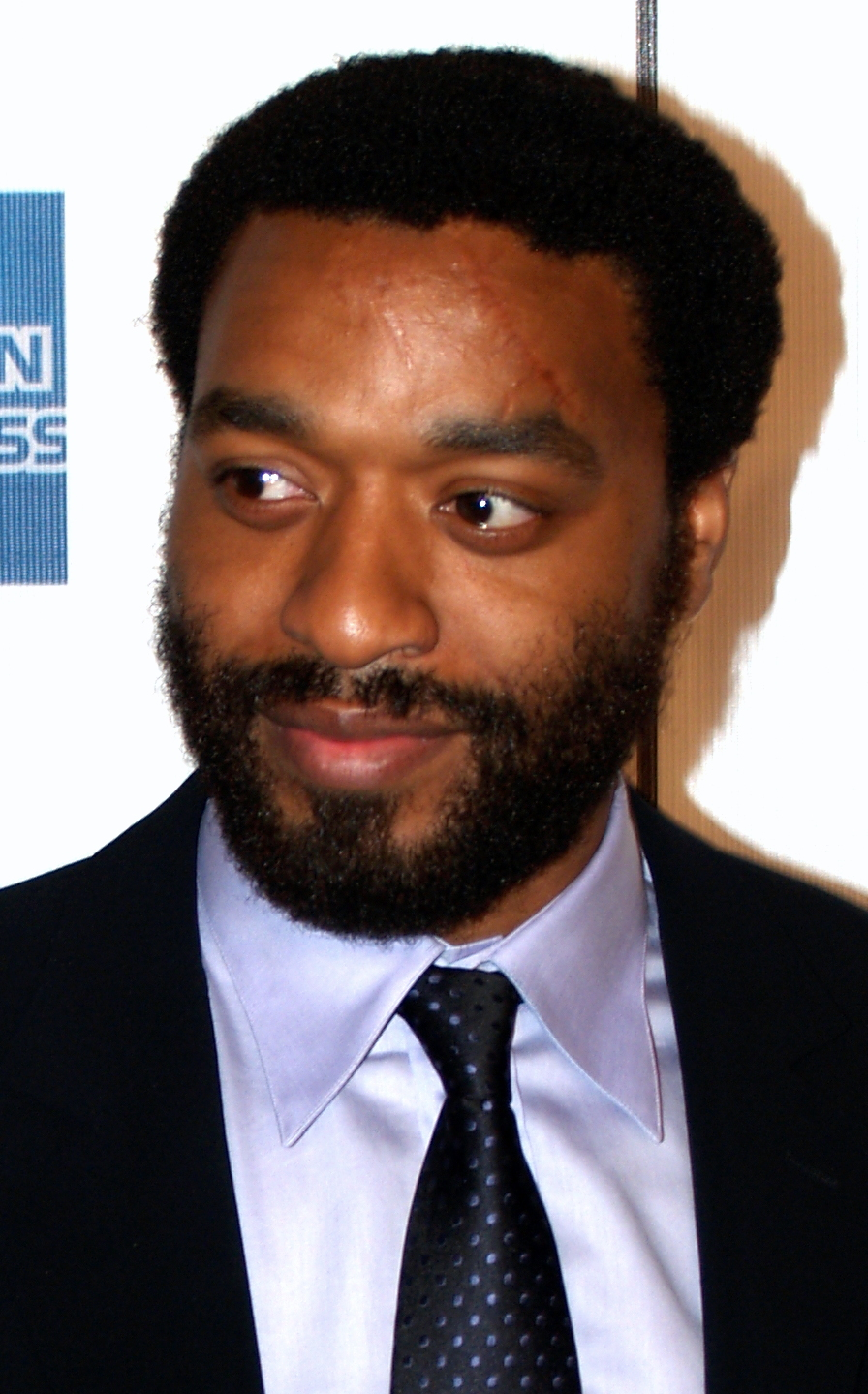
Il s'agit du premier film de l'acteur britannique Chiwetel Ejiofor comme scénariste et réalisateur.

- Titre original anglais : The Boy Who Harnessed the Wind
- Titre nyanja : Mnyamata Amene Anakoka Mphepo
- Titre français : Le Garçon qui dompta le vent
- Réalisation : Chiwetel Ejiofor
- Scénario : Chiwetel Ejiofor d'après le roman de William Kamkwamba
- Direction artistique : João Bueno
- Costumes : Bia Salgado
- Photographie : Dick Pope
- Montage : Valerio Bonelli
- Musique : Antonio Pinto
- Pays d'origine :  Royaume-Uni,  Malawi,  États-Unis et  Kenya
- Format : couleurs - 35 mm
- Genre : drame
- Durée : 113 minutes
- Date de sortie :
  -  États-Unis : 25 janvier 2019 (Festival du film de Sundance 2019)
  -  France : 1er mars 2019 (Netflix)

## Distribution
- Maxwell Simba : William Kamkwamba
- Chiwetel Ejiofor (VF : Namakan Koné) : Trywell Kamkwamba
- Aïssa Maïga : Agnes Kamkwamba
- Lily Banda (VF : Joséphine Ropion) : Annie
- Noma Dumezweni : Edith Sikelo
- Joseph Marcell : chef Wembe
- Beatus Ble Msamange : Clubhouse boy
- Kelvin Maxwell Ngoma : Charity
- Lemogang Tsipa : Mike Kachigunda

## Accueil

### Accueil critique
Sur de nombreux sites comme Metacritic ce film obtient la très bonne note de 7.7/10 pour un totale de 46 avis. De plus sur Allociné le film obtient 4.2 étoiles ce qui fait donc un excellent accueil de la presse comme du public.

## Distinctions

### Sélections
- Festival du film de Sundance 2019 : sélection en section Premieres.
- Berlinale 2019 : sélection en section Berlinale Special[3].

### Prix
- Prix de la Fondation Alfred P. Sloan au Festival Sundance 2019[4].